# Rye (Nueva York)
Rye, fundada en 1942, es una ciudad ubicada en el condado de Westchester en el estado estadounidense de Nueva York. En el año 2020 tenía una población de 16,592 habitantes y una densidad poblacional de 1,035.43 personas por km².

## Geografía
Según la Oficina del Censo, la ciudad tiene un área total de 51,9 km² (20,0 mi²), de la cual 15 km² (5,8 mi²) es tierra y 36,9 km² (14,2 mi²) (71.13%) es agua.

## Demografía
Según la Oficina del Censo en 2000 los ingresos medios por hogar en la localidad eran de $110,894, y los ingresos medios por familia eran $133,231. Los hombres tenían unos ingresos medios de $96,585 frente a los $52,052 para las mujeres. La renta per cápita para la localidad era de $76,566. Alrededor del 2.5% de la población estaban por debajo del umbral de pobreza.